# Station Bradford Interchange
Bradford Interchange is een spoorwegstation van National Rail in Bradford, Bradford in Engeland. Het station is eigendom van Network Rail en wordt beheerd door Northern Rail. 